# Seklerska dežela
Seklerska dežela ali Seklerija (madžarsko Székelyföld, izgovorjava ; romunsko Ținutul Secuiesc in včasih Secuimea; nemško Szeklerland; latinsko Terra Siculorum) je zgodovinsko in etnografsko območje v Romuniji, v glavnem naseljeno s Seklerji ali Sekelji, podskupino Madžarov. Njihov kulturni center je mesto Târgu Mureș (Marosvásárhely), ki je največje naselje v regiji.
Seklerji (ali Sekelji) živijo v dolinah in hribih Vzhodnega Karpatskega Gorovja, ki večinoma pokriva sedanje romunske okraje Harghita, Covasna, in dele okraja Mureș v Romuniji.
Prvotno ime Dežele Seklerjev označuje ozemlja številnih avtonomnih naselitev Seklerjev znotraj Transilvanije. Samoupravna naselja Seklerjev so imela svoj upravno-administrativni sistem, obstajala je kot pravna oseba iz srednjega veka do leta 1870. Privilegiji Seklerjev in Saških naseljencev  so bili ukinjeni, naselitveni sedeži pa so bili leta 1876 zamenjani z okrožji..
Skupaj s Transilvanijo in vzhodnimi deli Madžarska, je dežela Seklerjev leta 1920 postala del Romunije v skladu z Pogodbo iz Trianona. Avgusta 1940 je bilo zaradi Druge Dunajske Nagrade Severno ozemlje Transilvanije, vključno z deželo Seklerjev, vrnjeno Madžarski. Severna Transilvanija je leta 1944 prišla pod nadzor sovjetskih in romunskih sil., ki jo je kot del Romunije potrdil Pariški Mirovni Sporazum podpisan po drugi svetovni vojni.
Pod imenom Madžarska Avtonomna Regija, s Târgu-Mureș kot glavnim mestom, je del Dežele Seklerjev užival določeno stopnjo avtonomije med 8. septembrom 1952 in 16. februarjem 1968.

## Geografija
Natančno ozemlje današnje dežele Seklerjev je sporno. Meje zgodovinske Seklerske poselitve in današnja upravna razdelitev Romunije so različni. Po navedbah Minahana je ozemlje Seklerjev ocenjeno na 16,943 km2 (6,542 sq mi). Predlog o avtonomiji, ki ga je podal Seklerski Nacionalni Svet sestoji iz približno 13. 000 km2. Ta obseg je blizu zgodovinske dežele Seklerjev. Vendar pa ne vsebuje regije Aranyosa. 

## Zgodovina
Ozemlje dežele Seklerjev je bilo del Avarskega Kaganata. V tem obdobju so se Avari in slovanske skupine selile v Transilvanijo. Od približno leta 900 do 1526 je bilo območje pod neposrednim nadzorom Ogrske kraljevine. Seklerji so se domnevno naselili v Transilvaniji v 12. stoletju iz današnjih okrajev Bihar. in Bihor.
O izvoru ljudstva Seklerjev se še vedno razpravlja. V Sedeži Székely so bile tradicionalne samoupravne teritorialne enote transilvanskega Székelisa v srednjeveških časih . (Saksonci so bili organizirani tudi na sedežih.) Sedeži niso bili del tradicionalne madžarske županije sistem, in njihovi prebivalci uživajo višjo stopnjo svobode (še posebej do 18. stoletja), kot tistih, ki živijo v okrožjih .
Od 12. in 13. stoletja je dežela Seklerjev uživala precejšnjo, vendar različno avtonomijo, najprej kot del Kraljevina Ogrska, nato pa v okviru Kneževine Transilvanije. Srednjeveška dežela Seklerjev je bila zveza sedmih avtonomnih  sedežev Seklerjev in sicer Udvarhely, Csík, Maros, Sepsi, Kézdi, Orbai ter Aranyos. Število sedežev se je pozneje zmanjšalo na pet, ko so bili Sepsi, Kézdi ter Orbai sedeži združeni v eno ozemeljsko enoto imenovano Háromszék (dobesednoTrije sedeži) .
Glavni sedež je bil Udvarhely, ki se je imenoval tudi glavni sedež (latinsko Capitalis Sedes) Pri Székelyudvarhely (Odorheiu Secuiesc) so se odvijale številne nacionalne skupščine Seklerjev. Znana izjema je skupščina 1554, ki je potekala v Marosvásárhelyju (Târgu Mureș).

### Moderna doba
Zaradi Otomanskega osvajanja je Transilvanija postala delno neodvisen teritorij. Od konca 17. stoletja jeTransilvanija postala del Habsburške monarhije (kasneje Avstrijskega cesarstva), ki so jo upravljali preko cesarskih guvernerjev.  Kot rezultat Avstro-Ogrskega Kompromisa Transilvanija leta 1867 postane sestavni del Kraljevine Madžarske znotraj Avstro-Ogrske.
Leta 1876 je splošna upravna reforma odpravila vsa avtonomna območja v Kraljevini Madžarski in vzpostavila enoten sistem okrožij. Zato se je končala tudi avtonomija dežele Seklerjev. Namesto nje so bila ustanovljena štiri okrožja.: Udvarhely, Háromszék, Csík, in Maros-Torda. (Samo polovica ozemlja Maros-Torda je prvotno  pripadalo deželi Seklerjev.) Aranyosszék je postal  okrožje Torda-Aranyos.
- Tradicionalna dežela Seklerjev (19. stoletje)
- Madžarske avtonomne province v obdobju komunizma
- Sedanji okraji Harghita, Covasna in Mureș znotraj Romunije

## Prebivalstvo
Etnična sestava Dežele Seklerjev (okrožij Mureș, Covasna in Harghita) po oceni iz leta 2002 je naslednja: Madžari (61%), Romuni (33%), Nemci (3%) in Romi (3%). Območje tvori  Madžarsko etnično enklavo v Romuniji.
Odstotek Madžarov je višji v okrožju Harghita in Covasna (84,8% oziroma 73,58%), in nižji v okrožju Mureș, kjer celotna regija ne sodi v tradicionalno seklersko regijo (37,82%).

Po popisu prebivalstva v letu 2011 je Târgu Mureș  dom največje skupnosti Madžarov v Romuniji, vendar je v samem mestu romunska večina (66,943 od 127,849 prebivalcev).

Pomembni centri dežele Seklerjev so Târgu Mureș (Marosvásárhely), Miercurea Ciuc (Csíkszerida), Sfântu Gheorghe (Sepsiszentgyörgy), in Odorheiu Secuiesc (Székelyudvarhely).
- Etnični zemljevid Harghite, Covasne in Mureș na podlagi podatkov iz leta 1992, ki prikazuje področja z Madžarsko večino.
- Etnični zemljevid Harghite, Covasne in Mureș na podlagi podatkov iz leta 2002, ki prikazuje področja z Madžarsko večino.
- Etnični zemljevid Harghite, Covasne, in Mureș na podlagi podatkov iz leta 2011, ki kažejo območij z madžarsko večino.

## Izobraževanje
- Knjižnica Teleki v Târgu Mureș (1802)
- Univerza za medicino, farmacijo, znanost in tehnologijo Târgu Mureș (1945)
- Univerza za umetnost Târgu Mureș (1946)
- Univerza Sapientia (2001) (v Târgu Mureș in Miercurea Ciuc)

## Turistične atrakcije
- Seklerske utrjene cerkve - več kot 20 Seklerskih vasi ima utrjene cerkve
- Baročna cerkev v Șumuleu Ciuc (Csíksomlyó), veliko rimokatoliško romarsko mesto
- Podeželski turizem
- Pohodi v Karpate
- Mofette, zdravilišče
- Mineralne vrelci, termalna kopališča
- Rudniki soli (zdravljenje alergije in astme)
- Domača obrt Seklerjev (lončarstvo, rezljanje lesa)
- Grad Mikó
- Grad Kálnoky
- Knjižnica Teleki
- Seklerski Narodni muzej (Muzeul Național Secuiesc/Székely Nemzeti Múzeum), Sfântu Gheorghe/Sepsiszentgyörgy
- Seklerski muzej v Ciucu (Muzeul Secuiesc al Ciucului/Csíki Székely Múzeum), Miercurea-Ciuc/Csíkszerida

## Galerija slik
- Utrjena cerkev v kraju Dârjiu/Seklersko naselje UNESCO's World Heritage List
- Kapela Sv. Štefana v Sânzieni/Kézdiszentlélek, zgrajena v 12. stoletju
- Grad Lázár
- Grad Mikó
- Trgovina z lončarskimi izdelki v Corund/Korond
- Gorsko okolje Rdeče jezero
- Târgu Secuiesc/Kézdivásárhely, mestece v Deželi Seklerjev
- Tipična Seklerska vhodna vrata Remetea/Gyergyóremete
- Okrašeno leseno orodje iz Dežele Seklerjev
- Kürtőskalács, lokalna poslastica
- Slano jezero v Sovati/Szováta
- Skulptura Áron Gáborju v Bretcu/Bereck
- Kip Alexander Csoma de Kőrös v Kovasni/Kovászna
- mašni kelih – Csíkszentmihályi družine Sándor
- Zastava Seklerjev izobešena na Zgradba madžarskega parlamenta, Budimpešta
- Demonstracije v Budimpešti ob Dnevu svobode Seklerjev.